# A magyar női labdarúgó-válogatott 2013. június 2-i mérkőzése
Előző mérkőzés - Következő mérkőzés
A magyar női labdarúgó-válogatott barátságos mérkőzése Wales ellen, 2013. június 2-án, amelyen a magyar csapat 2–1-es győzelmet aratott.

## Keretek
| Magyarország         | Magyarország | Magyarország | Magyarország     |
| Név                  | Kor          | Vál./Gól     | Klub             |
| -------------------- | ------------ | ------------ | ---------------- |
| Szőcs Réka           | 23 éves      | 39 / 0       | MTK Hungária     |
| Németh Júlia         | 21 éves      | 3 / 0        | Ferencvárosi TC  |
| Kovács Klaudia       | 22 éves      | 5 / 0        | Astra Hungary FC |
| Szeitl Szilvia       | 26 éves      | 44 / 0       | 1. FC Femina     |
| Gál Tímea            | 28 éves      | 50 / 0       | MTK Hungária     |
| Tálosi Szabina       | 24 éves      | 40 / 4       | FC Südburgenland |
| Demeter Réka         | 21 éves      | 25 / 0       | MTK Hungária     |
| Szabó Viktória       | 16 éves      | 1 / 0        | Ferencvárosi TC  |
| Szabó Zsuzsanna      | 22 éves      | 2 / 0        | MTK Hungária     |
| Tóth II Alexandra    | 20 éves      | 29 / 0       | Viktória FC      |
| Csiszár Henrietta    | 19 éves      | 16 / 2       | MTK Hungária     |
| Szabó Boglárka       | 20 éves      | 21 / 1       | Astra Hungary FC |
| Smuczer Angéla       | 31 éves      | 81 / 1       | MTK Hungária     |
| Zimányi Kovács Anikó | 21 éves      | 1 / 0        | Szegedi AK       |
| Palkovics Nóra       | 18 éves      | 2 / 0        | MTK Hungária     |
| Rácz Zsófia          | 24 éves      | 37 / 4       | 1. FC Lübars     |
| Pádár Anita          | 34 éves      | 105 / 37     | MTK Hungária     |
| Fogl Katalin         | 29 éves      | 25 / 3       | Astra Hungary FC |
| Zágor Bernadett      | 23 éves      | 22 / 2       | MTK Hungária     |
| Zeller Dóra          | 18 éves      | 1 / 1        | Ferencvárosi TC  |
| Mosdóczi Evelin      | 18 éves      | 1 / 0        | Ferencvárosi TC  |
| Kaján Zsanett        | 15 éves      | 4 / 0        | Ferencvárosi TC  |
| Víg Viktória         | 21 éves      | 1 / 0        | UE L'Estartit    |

| Wales | Wales | Wales    | Wales |
| Név   | Kor   | Vál./Gól | Klub  |
| ----- | ----- | -------- | ----- |

 megjegyzés: Az adatok a mérkőzés napjának megfelelőek!

## Az összeállítások
| 2013. június 2. |

| Magyarország        | 2 – 1   | Wales |
| ------------------- | ------- | ----- |
| Kaján 4' Zeller 73' | (1 – 0) | ?     |

| Lipót |

| Magyarország | Wales |

| MAGYARORSZÁG:        |    |                      |             |
|                      |    |                      |             |
| K                    | 22 | Németh Júlia         |             |
| V                    | 14 | Mosdóczi Evelin      | 71'         |
| V                    | 18 | Tálosi Szabina       |             |
| V                    | 4  | Tóth II Alexandra    |             |
| V                    | 20 | Szabó Viktória       |             |
| VKP                  | 3  | Csiszár Henrietta    | a szünetben |
| VKP                  | 16 | Szabó Boglárka       | a szünetben |
| TKP                  | 2  | Zimányi Kovács Anikó | a szünetben |
| TKP                  | 8  | Pádár Anita          | 75'         |
| TKP                  | 5  | Kaján Zsanett        |             |
| CS                   | 21 | Zágor Bernadett      | 60'         |
| Cserék:              |    |                      |             |
| K                    | 1  | Szőcs Réka           |             |
| V                    | 9  | Szeitl Szilvia       |             |
| V                    | 17 | Demeter Réka         |             |
| V                    | 5  | Gál Tímea            |             |
| V                    | 7  | Szabó Zsuzsanna      | a szünetben |
| KP                   | 6  | Smuczer Angéla       | a szünetben |
| KP                   | 15 | Rácz Zsófia          | a szünetben |
| KP                   | 13 | Palkovics Nóra       | 75'         |
| CS                   | 23 | Zeller Dóra          | 71'         |
| CS                   | 11 | Fogl Katalin         |             |
| CS                   | 19 | Víg Viktória         | 60'         |
| Szövetségi kapitány: |    |                      |             |
| Vágó Attila          |    |                      |             |

| WALES: |  |
|        |  |

## A mérkőzés
| „             | Végig fölényben játszottunk, rengeteg helyzetet alakítottunk ki, a kapu előtt azonban nem voltunk elég határozottak. A második félidőben kissé visszaesett a játékunk, de a győzelmünk nem forgott veszélyben, megfiatalított, U17-es és U19-es válogatottakkal teletűzdelt csapatunk ezúttal is megérdemelt sikert aratott. Hasznos meccseken vagyunk túl, ismét közelebb kerültünk a tétmeccseken részt vevő keret kialakításához, külön örülök, hogy a fiatal játékosok motiváltan, jól játszottak, megmutatták, hogy jó eséllyel pályáznak a kerettagságra. | ” |
| – Vágó Attila | |   |

## Örökmérleg a mérkőzés után
| Magyarország | :         | Wales |
| ------------ | --------- | ----- |
| 2            | Győzelem  | 1     |
| 1            | Döntetlen | 1     |
| 8            | Gólok     | 4     |
| 6/12         | Pontok    | 4/12  |
| 50.00        | %         | 33.33 |